# 13259 Bhat
13259 Bhat este un asteroid din centura principală de asteroizi.

## Descriere
13259 Bhat este un asteroid din centura principală de asteroizi. A fost descoperit pe 17 august 1998 la Socorro, New Mexico, în cadrul proiectului LINEAR. El prezintă o orbită caracterizată de o semiaxă mare de 2,35 ua, o excentricitate de 0,12 și o înclinație de 7,3° în raport cu ecliptica.